# Гилокомиевые
Гилокомиевые (лат. Hylocomiaceae) — семейство листостебельных мхов порядка Гипновые.

## Описание
Растения крупные и жёсткие, зелёные или жёлто-зелёные. Листья симметричные, веточные листья меньше стеблевых. Стебель прямостоячий, дважды- или триждыперистоветвистый, ответвления расположены этажно, и соответствуют годовым приростам. Парафилии могут быть как многочисленными, так и вовсе отсутствовать. Жилка чаще двойная, иногда простая или неясная. Клетки прозенхиматические, гладкие или шероховатые на спинной стороне из-за выступающих верхних углов, у основания листа короче и шире, часто окрашены. В углах листа не дифференцируются или же образуют выпуклую ушковидную группу.
Ножка спорогона длинная и гладкая, коробочка изогнутая, слегка сгорбленная, повислая или наклонённая. Колпачок клобуковидный. Крышечка коническая, редко имеет клювик. Перистом двойной, хорошо развит. Двудомные мхи.

## Среда обитания и распространение
Растут в затенённых местах на влажной лесной почве, на корнях и основаниях деревьев, на покрытых лесной подстилкой скалах, камнях и на облесенных кочках болот.

## Роды
- Hylocomiastrum M. Fleisch. ex Broth. — Гилокомиаструм
- Hylocomium Schimp. — Гилокомиум
- Leptohymenium Schwägr.
- Loeskeobryum M. Fleisch. ex Broth. — Лёскеобриум
- Macrothamnium M. Fleisch.
- Miehea Ochyra
- Neodolichomitra Nog.
- Orontobryum Mitt. ex M. Fleisch.
- Pleurozium (Sull.) Mitt. — Плевроциум
- Rhytidiadelphus (Limpr.) Warnst. — Ритидиадельфус
- Rhytidiastrum Ignatov et Ignatova — Ритидиаструм
- Rhytidiopsis Broth.
- Rhytidium (Sull.) Kindb.
- Stenothecium Müll.Hal.